# Hódmezővásárhelyi Kék-tó
Hódmezővásárhelyi Kék-tó este o arie protejată (arie specială de conservare — SAC, sit de importanță comunitară — SCI) din Ungaria întinsă pe o suprafață de 3.910,09 ha, integral pe uscat.

## Localizare
Centrul sitului Hódmezővásárhelyi Kék-tó este situat la coordonatele 46°31′49″N 20°19′03″E / 46.530278°N 20.3175°E.

## Înființare
Situl Hódmezővásárhelyi Kék-tó a fost declarat sit de importanță comunitară în mai 2004 pentru a proteja 6 specii de animale. Situl a fost protejat și ca arie specială de conservare în februarie 2010.

## Biodiversitate
Situată în ecoregiunea panonică, aria protejată conține 4 habitate naturale: Stepe și mlaștini sărate panonice, Păduri mixte riverane de Quercus robur, Ulmus laevis și Ulmus minor, Fraxinus excelsior sau Fraxinus angustifolia, de-a lungul marilor râuri (Ulmenion minoris), Pajiști stepice panonice pe loess, Păduri stepice euro-siberiene cu Quercus spp..
La baza desemnării sitului se află mai multe specii protejate:
- amfibieni (1): buhai de baltă cu burta roșie (Bombina bombina)
- mamifere (1): vidră de râu (Lutra lutra)
- nevertebrate (1): rădașcă (Lucanus cervus)
- pești (2): țipar (Misgurnus fossilis), boarță (Rhodeus sericeus amarus)
- reptile (1): țestoasa de baltă (Emys orbicularis)

Pe lângă speciile protejate, pe teritoriul sitului au mai fost identificate 1 specie de plante, 5 specii de amfibieni, 1 specie de nevertebrate, 1 specie de reptile.